# Rudolf Netzel
Rudolf Netzel (* 7. September 1940) ist ein ehemaliger deutscher Fußballspieler, der in den Jahren 1965 und 1966 für die deutsche Fußballnationalmannschaft der Amateure sechs Länderspiele als Torhüter absolviert hat.

## Laufbahn
Über die Stationen 1. FC Amberg (1959–1962) und SSV Jahn Regensburg (1962–1964) führte der Weg des Torhüters zur Saison 1964/65 zum TSV Straubing, wo er mit den Weißblauen 1965 den fünften beziehungsweise 1966 den siebten Platz in der Bayernliga belegen konnte. Mit der Verbandsauswahl von Bayern feierte Netzel 1965 in Hamm durch einen 3:2-Erfolg im Finale gegen Westfalen im Wettbewerb des Länderpokals einen großen Erfolg. Vereinskamerad Josef Parzl war als Mittelläufer der Abwehrchef, Heinz Wittmann stand in der Verteidigung und im Angriff stürmten mit Erfolg Jürgen Glinka, Gerhard Faltermeier und Manfred Linz. In der Vorrunde der Saison 1965/66, am 27. Oktober 1965, debütierte der Straubinger Torhüter in der DFB-Auswahl der Amateurnationalmannschaft. Beim 6:2-Erfolg in Wiesbaden bildeten Erhard Ahmann und Parzl das Verteidigerpaar und Mittelstürmer Dieter Zettelmaier erzielte drei Tore. Im März und Juni 1966 folgten zwei weitere Länderspieleinsätze gegen Frankreich (2:2) und Italien (1:1).
Zur Saison 1966/67 spielte Netzel für die SpVgg Weiden und verfehlte mit dem dritten Rang hinter Jahn Regensburg und ESV Ingolstadt knapp den Aufstieg in die damals zweitklassige Fußball-Regionalliga Süd. Mit der Amateurnationalmannschaft nahm er in der Hinrunde des Spieljahres am erstmals ausgespielten UEFA Amateur Cup teil. Am 2. Oktober erreichte die DFB-Amateurauswahl ein 0:0 in Jugoslawien, am 16. November wurde gegen die Türkei mit 0:1 Toren verloren, ehe am 7. Dezember 1966 in Koblenz im Stadion Oberwerth mit einem 3:3-Remis im Rückspiel gegen Jugoslawien das Jahr 1966 beendet wurde. Alle drei Mannschaften beendeten die Gruppenspiele mit jeweils vier Punkten; das Torverhältnis entschied die Platzierung zu Gunsten der Türkei. In allen drei Wettbewerbsspielen, in denen Netzel zum Einsatz gekommen war – in die Gruppenphase war man mit dem jungen Norbert Nigbur gestartet –, trat die Amateurnationalmannschaft im WM-System in der Defensive in der Besetzung mit Netzel (Torhüter), Erhard Ahmann und Josef Parzl (Verteidiger), sowie der Läuferreihe mit Walter Birkhold, Wilhelm Zott und Horst Kunzmann an. Alle diese Spieler waren in den Amateurligen des DFB aktiv.
Mit dem sechsten Amateurländerspieleinsatz in Koblenz endeten die Auswahlberufungen von Rudolf Netzel. Nachfolger im Tor der Amateurnationalelf wurde Friedhelm Schulte.